# Wacław Piotrowski (muzykolog)
Wacław Piotrowski (ur. 19 września 1876 w Gołańczy, zm. 6 października 1958 w Szczecinie) – polski skrzypek, muzykolog, doktor filozofii.

## Życiorys
Wacław Piotrowski przyszedł na świat w rodzinie lekarza Romualda Piotrowskiego i Kazimiery z Graffów. Gimnazjum kończył w Gnieźnie, studia muzyczne oraz uniwersyteckie w Lipsku i Berlinie. Pracę zawodową rozpoczął w Szczecinie – w latach (1905–1907) uczył w tutejszym konserwatorium gry na skrzypcach i teorii muzyki. Doktoryzował się w Berlinie, pracował też w Królewcu i Poznaniu. W czasie okupacji nauczał w konspiracji. W latach (1907–1919) profesor konserwatorium w Berlinie, od roku 1920 – Państwowego Konserwatorium w Poznaniu. W 1945 r. przyjechał do Szczecina, towarzysząc ekipie wojewody Leonarda Borkowicza.
W latach (1950–1953) dyrektor Średniej Szkoły Muzycznej. Kiedy zakładał swoją szczecińską szkołę muzyczną, miał 70 lat. Przez siedem lat był dyrektorem, a potem – aż do śmierci – nauczycielem gry na skrzypcach i teorii muzyki w Średniej Szkole Muzycznej.
Napisał m.in. książki:
- „Harmonische Logik” (1913)
- „Modulationslehre”
- „Tonerzeugung auf der Geige” (1912)

i szereg artykułów w czasopismach.
Został pochowany na cmentarzu Centralnym w Szczecinie (kwatera 20A).